# Gheorghe Șevcișin
Gheorghe Șevcișin (1 iulie 1945 – 11 iulie 2025) a fost un dirijor și muzician moldovean.

## Viață și carieră
Șevcișin s-a născut pe 1 iulie 1945. În 1996 a fondat Orcchestra Centrului de Cultură și Artă Ginta Latină.
A fost decorat cu titlul de Om de Onoare al Republicii Moldova în 1989, cu titlul de Artist al Poporului din Moldova în 2010 și cu Ordinul „Gloria Muncii” în 2000. 
Șevcișin a murit pe 11 iulie 2025, la vârsta de 80 de ani.